# Élections législatives de 1986 dans l'Ardèche
Les élections législatives françaises de 1986 ont lieu le 16 mars 1986. Dans le département de l'Ardèche, trois députés sont à élire dans le cadre d'un scrutin proportionnel par liste départementale à un seul tour.

## Élus
| Député élu           |  | Parti     |
| -------------------- |  | --------- |
| Robert Chapuis       |  | PS        |
| Régis Perbet         |  | RPR       |
| Jean-François Michel |  | UDF (CDS) |

## Listes en présence

### Mouvement pour un parti des travailleurs
| N° | Candidats             | Parti | Parti | Principales fonctions          |
| -- | --------------------- | ----- | ----- | ------------------------------ |
| 01 | Constant Stora        |       | MPPT  | Professeur de LEP, Annonay     |
| 02 | Jean Debraine         |       | MPPT  | Employé PTT, La Voulte         |
| 03 | Marie-France Sabatier |       | MPPT  | Institutrice, Pont-de-Labeaume |
|    |                       |       |       |                                |
| 04 | Marie-Lise Chalavoux  |       | MPPT  | Employée textile, Munas        |
| 05 | Gisèle Baud           |       | MPPT  | Professeur de CES, La Voulte   |

### Parti communiste français
| N° | Candidats         | Parti | Parti | Principales fonctions                                                         |
| -- | ----------------- | ----- | ----- | ----------------------------------------------------------------------------- |
| 01 | Alain Feuchot     |       | PCF   | Ouvrier                                                                       |
| 02 | Catherine Chaléas |       | PCF   | Maire de Saint-Michel-d'Aurance                                               |
| 03 | Henri Chaze       |       | PCF   | Retraité de l'enseignement, conseiller général, maire de Cruas, ancien député |
|    |                   |       |       |                                                                               |
| 04 | René Vidal        |       | PCF   | Directeur d'école, maire de Barnas                                            |
| 05 | Alain Dupuy       |       | PCF   | Agent technique RVI, conseiller municipal d'Annonay                           |

### Parti socialiste
| N° | Candidats         | Parti | Parti | Principales fonctions                                    |
| -- | ----------------- | ----- | ----- | -------------------------------------------------------- |
| 01 | Robert Chapuis    |       | PS    | Député sortant, conseiller régional et maire du Teil     |
| 02 | Jean-Marie Alaize |       | PS    | Député sortant, conseiller régional                      |
| 03 | Michel Suzzarini  |       | PS    | Conseiller municipal d'Annonay                           |
|    |                   |       |       |                                                          |
| 04 | Marthe Arnoux     |       | PS    | Adjointe au maire de Beauchastel                         |
| 05 | Yves Serre        |       | PS    | Député suppléant, conseiller général et maire de Salavas |

### Union pour la démocratie française
| N° | Candidats            | Parti | Parti   | Principales fonctions                |
| -- | -------------------- | ----- | ------- | ------------------------------------ |
| 01 | Jean-François Michel |       | UDF-CDS | Maire de Vernoux-en-Vivarais         |
| 02 | Maurice Balandraud   |       | UDF     | Adjoint au maire d'Annonay           |
| 03 | Maurice Champel      |       | UDF     | Maire de Saint-Étienne-de-Fontbellon |
|    |                      |       |         |                                      |
| 04 | Raymond Manent       |       | UDF     | Exploitant agricole                  |
| 05 | Aimé Mathon          |       | UDF     | Maire de Saint-Montan                |

### Rassemblement pour la République
| N° | Candidats         | Parti | Parti | Principales fonctions                                  |
| -- | ----------------- | ----- | ----- | ------------------------------------------------------ |
| 01 | Régis Perbet      |       | RPR   | Député sortant, conseiller général et maire d'Annonay  |
| 02 | Marc Champel      |       | RPR   | Conseiller général, maire de Saint-Étienne-de-Lugdarès |
| 03 | Henri-Jean Arnaud |       | DVD   | Conseiller général, maire de Guilherand-Granges        |
|    |                   |       |       |                                                        |
| 04 | Jacques Chabal    |       | DVD   | Médecin, Le Cheylard                                   |
| 05 | Jean Roux         |       | RPR   | Maire de La Chapelle-sous-Aubenas                      |

### Front national
| N° | Candidats              | Parti | Parti | Principales fonctions      |
| -- | ---------------------- | ----- | ----- | -------------------------- |
| 01 | Jean Holtzer           |       | FN    | Ancien substitut et avocat |
| 02 | Philippe-Michel Arnaud |       | FN    | Huissier de justice        |
| 03 | Simone Fourdachon      |       | FN    |                            |
|    |                        |       |       |                            |
| 04 | Gérard Launay          |       | FN    | Retraité                   |
| 05 | Gaston Lauriot         |       | FN    | Commerçant                 |

## Résultats

### Résultats à l'échelle du département
| Liste Parti politique | Liste Parti politique                                                                                               | Tête de liste        | Tour unique | Tour unique | Sièges |
| Liste Parti politique | Liste Parti politique                                                                                               | Tête de liste        | Voix        | %           | Sièges |
| --------------------- | --- | -------------------- | ----------- | ----------- | ------ |
|                       | Pour une majorité de progrès avec le président de la République Parti socialiste                                    | Robert Chapuis       | 50 634      | 33,19       | 1      |
|                       | Liste d'union départementale Rassemblement pour la République                                                       | Régis Perbet         | 40 239      | 26,38       | 1      |
|                       | Union pour l'Ardèche - Opposition nationale Union pour la démocratie française                                      | Jean-François Michel | 32 325      | 21,19       | 1      |
|                       | Liste présentée par le Parti communiste français Parti communiste français                                          | Alain Feuchot        | 15 213      | 9,97        | 0      |
|                       | Liste de Rassemblement national Front national                                                                      | Jean Holtzer         | 12 764      | 8,37        | 0      |
|                       | Liste du Mouvement pour un parti des travailleurs Ardèche Extrême gauche (Mouvement pour un parti des travailleurs) | Constant Stora       | 1 371       | 0,90        | 0      |
|                       | |                      |             |             |        |
| Inscrits              | Inscrits | Inscrits             | 200 920     | 100,00      | 3      |
| Abstentions           | Abstentions | Abstentions          | 39 924      | 19,87       |        |
| Votants               | Votants | Votants              | 160 996     | 80,13       |        |
| Blancs et nuls        | Blancs et nuls | Blancs et nuls       | 8 450       | 5,25        |        |
| Exprimés              | Exprimés | Exprimés             | 152 546     | 94,75       |        |